# Adelaida de Normandía (1030-1090)
Adelaida de Normandía (c. 1030 – antes de 1090) fue hermana de Guillermo el Conquistador y condesa de Aumale por derecho propio.

## Familia
Nació hacia 1030, hija natural del duque Roberto el Diablo de Normandía. Su madre fue probablemente Arlette, o si no otra concubina del duque Roberto. El cronista Robert de Torigni la menciona como «hermana uterina» (soror uterina) de Guillermo el Conquistador (una posibilidad que acepta Kathleen Thompson). No obstante, la historiadora Elisabeth van Houts demostró que Torigny utilizaba la misma expresión con los que eran hermanos por parte de padre. Y por otra parte, Torigni designa a Adelaida en otro pasaje como la hija del duque Roberto con una concubina que no es Arlette.
Comoquiera que sea, van Houts dice que Adelaida fue una de esas normandas célebres conocidas por ejercer una fuerte influencia sobre sus hijos, especialmente al trasmitirles la historia familiar.

## Alianzas matrimoniales
Adelaida se unió en primeras nupcias con el conde Enguerrando II de Ponthieu, suministrando al entonces duque Guillermo un aliado virtualmente poderoso en la Alta Normandía. Sin embargo, el concilio de Reims (1049), que prohibió el matrimonio de Guillermo y Matilde de Flandes por hallarse dentro de los grados prohibidos de consanguinidad, hizo lo propio con el que ya había tenido lugar entre Enguerrando y Adelaida.
Mientras que Guillermo desconoció la prohibición y siguió adelante con su casamiento, al parecer la unión de Adelaida fue anulada hacia 1049/50 y se arregló otra boda para ella, ahora con el conde Lamberto II de Lens, hijo menor del conde Eustaquio I de Boulogne, sellándose una nueva alianza matrimonial entre Normandía y Boulogne. Lamberto fue muerto (1054) en Lille, cuando asistía al conde Balduino V de Flandes contra el emperador Enrique III.
Viuda, Adelaida ubicó su residencia en Aumale, dote de su primer esposo Enguerrando. Inició un retiro semi-religioso y se comprometió con la iglesia de Auchy, obsequiándole cantidad de donaciones. No obstante, en 1060 su hermano la convocó nuevamente para formar una alianza matrimonial con el joven conde Eudes de Champaña.

## Señora feudal
Para el historiador Pierre Bauduin, Eudes fue sólo el representante de su mujer: nunca se lo menciona como «conde de Aumale», apenas aparece en una carta del Conquistador y no recibió tierras en Inglaterra, mientras que su esposa fue una señora feudal por derecho propio a uno y otro lado del canal de la Mancha.
En 1082 el rey Guillermo y la reina Matilde dieron a la abadía de la Santísima Trinidad de Caen la ciudad de Le Homme (Cotentin) con una provisión de por vida para usufructo de la condesa de Aumale.
En 1086, Adelaida aparece (Comitissa de Albatnarla) en el Domesday Book con propiedades numerosas tanto en Suffolk como en Essex, siendo así una de las pocas nobles normandas que usufructuaba tierras en Inglaterra directamente de la Corona (vale decir que sólo rendía cuentas y prestaba servicio al rey). También recibió el señorío de Holderness, que tras su muerte pasó a Eudes, para entonces conde de Champaña desheredado; luego el señorío pasó al hijo de ambos, Esteban. Adelaida murió antes de 1090.

## Matrimonios y descendencia
Adelaida se casó tres veces. Primero con Enguerrando II de Ponthieu (m. 1053), con quien tuvo una hija:
- Adelaida (II), condesa de Aumale que casó con Guillermo de Breteuil, hijo de Guillermo FitzOsbern (1º conde de Hereford).

Se casó por segunda vez con Lamberto II de Lens (m. 1054), con quien también tuvo una hija:
- Judit de Lens, que casó (1070) con Waltheof, conde de Huntingdon y Northumberland.

Finalmente, se casó (1060) en terceras nupcias con Eudes de Champaña (m. después de 1096), con quien tuvo un hijo:
- Esteban, conde de Aumale.